# 同工
同工（英語：fellow）是基督教、基督徒彼此相稱一同為一個群體服務的夥伴。新教稱之為「同工」，天主教稱之為「合作」。

## 示例
新教使用的中文《和合本聖經》中，「同工」一詞幾乎全是動詞（和...同工）；在天主教使用的中文《聖經思高本》中使用動詞「合作」，例子有：
門徒出去，到處宣傳福音。主和他們同工，用神蹟隨著，證實所傳的道。阿們！（《馬可福音 16:20》；和合本）
他們出去，到處宣講，主與他們合作，並以奇蹟相隨，證實所傳的道理。（《馬爾谷福音 16:20》；思高本）
在和合本聖經中，「同工」作為名詞的僅有一處，在思高本聖經中，使用「合作者」：
為基督耶穌被囚的保羅、同兄弟提摩太、寫信給我們所親愛的同工腓利門（《腓利門書 1:1》；和合本）
基督耶穌的被囚者保祿，和弟茂德弟兄，致書給我們可愛的合作者費肋孟（《費肋孟書 1:1》；思高本）
但中文-希臘原文翻譯詞類沒有絕對的相關性。

### 同誰做工？
聖經在許多地方明白表示，基督徒應與神同工。《創世記》一開始神就把伊甸園交給人，目的是讓人成為神的同工。今天許多教會工人認為他們只是與教會或其他人合作而稱為同工。